# Poirot e il caso Amanda
Poirot e il caso Amanda (The Alphabet Murders) è un film del 1965 diretto da Frank Tashlin. È un film di genere giallo unito con la commedia, come tipico nei film diretti di Tashlin, e liberamente tratto dal romanzo di Agatha Christie La serie infernale.

## Trama
A Londra un assassino sceglie le sue vittime in ordine alfabetico. La bella Amanda si accusa e avverte Hercule Poirot.

## Produzione
Il film si basa sul romanzo "La serie infernale" ("The ABC Murders") di Agatha Christie, pubblicato per la prima volta nel 1936. All'epoca della realizzazione del film i cinema della ABC rappresentavano una catena importante in Gran Bretagna. Il titolo venne così cambiato per evitare qualsiasi controversia, tra cui anche il potenziale rifiuto di proiettare il film.
La prima bozza della sceneggiatura risaliva a molti anni prima la realizzazione del film, frutto di una collaborazione tra l'attore Zero Mostel (che avrebbe dovuto interpretare Poirot) e il regista inglese Seth Holt.
Gli sceneggiatori ufficiali di questo film, David Pursall e Jack Seddon, erano molto infastiditi dall'ampia riscrittura della loro sceneggiatura del regista Frank Tashlin e dell'attore Robert Morley; il regista incoraggiò anche Tony Randall a partecipare al film, ove appare anche Anita Ekberg, in uno dei suoi rari film americani successivi alla grande popolarità ottenuta con La dolce vita (1960) di Federico Fellini.
Rimane tuttora l'unico film in cui compaiono insieme sia Hercule Poirot che Jane Marple, ovvero l'anziana attrice Margaret Rutherford, che insieme al marito e collega Stringer Davis appare in una scena molto breve proprio accanto a Randall: un dichiarato omaggio del regista americano alla fortunata serie di produzione britannica interpretata dalla Rutherford dal 1961 al 1964.
Fu l'ultimo film di Austin Trevor, uno dei primi Poirot (nel film Black Coffee, 1931); in seguito si dedicherà solo alla televisione (morirà il 21 gennaio 1978).

## Distribuzione
Sebbene ebbe l'approvazione dalla BBFC nel marzo 1965, il film venne distribuito nelle sale cinematografiche britanniche dalla Metro Goldwyn Mayer soltanto il 15 luglio 1966.